# Isaac Pereire
Pour les articles homonymes, voir Pereire et Frères Pereire.
Pour les autres membres de la famille, voir Famille Pereire.
Isaac Pereire, né le 25 novembre 1806 à Bordeaux et mort le 12 juillet 1880 au château d'Armainvilliers à Gretz-Armainvilliers (alors Seine-et-Oise, aujourd'hui Seine-et-Marne), est un entrepreneur et homme politique français.

## Biographie
Fils d'Isaac Rodrigues Pereire, courtier et assureur maritime à Bordeaux, et de Rebecca Lopès-Fonseca ; petit-fils du savant, linguiste et orthophoniste Jacob Rodrigue Pereire ; il est le frère cadet d'Émile Pereire, qui sera étroitement mêlé à sa fortune et à toutes ses opérations financières.
Il s'installe à Paris, accueilli par son oncle Isaac Rodrigues-Henriques.
Il est l'un des premiers administrateurs de la Compagnie du chemin de fer de Lyon, et crée le type des obligations de chemin de fer 3 0/0, adopté depuis par toutes les grandes compagnies. 
Il est membre du Comité parisien de la Banque ottomane de 1863 à 1868.
Conseiller général de Perpignan, il est élu le 1er juin 1863, député au Corps législatif par l'unique circonscription des Pyrénées-Orientales. Cette élection ayant été invalidée, Pereire est réélu le 20 décembre suivant. Il siège dans la majorité dynastique. 
Il donne au journal La Liberté dont il avait acheté un très grand nombre d'actions en 1875, et qui appartient par la suite à son fils, Gustave Pereire, des articles remarqués sur les questions économiques ; il crée un prix de 100 000 francs pour le meilleur mémoire sur le paupérisme ; et, en souvenir de son grand-père, Jacob Rodrigue Pereire, précurseur en orthophonie, il fonde en 1875 une école de sourds-muets à Paris.

### Vie familiale
Isaac épouse en premières noces Rachel da Fonseca (1812-1837), d'où notamment :
- Eugène Pereire (1831-1908), financier, entrepreneur, député du Tarn
- Georges Pereire (1836-1854)

Veuf, il épouse en 1841 en secondes noces sa nièce, Fanny Pereire, fille de son frère Émile et de Rachel Rodrigues-Henriques. De ce second mariage naissent :
- Gustave Pereire (1846-1925), homme de presse, financier et mécène, père de l'homme de lettres Alfred Pereire (1879-1957) ;
- Henriette Pereire (née en 1853), mariée à Eugène Mir ;
- Jeanne Pereire (née en 1856), mariée à Eduardo Philipson ;
- Édouard Pereire (1855-1876) ;

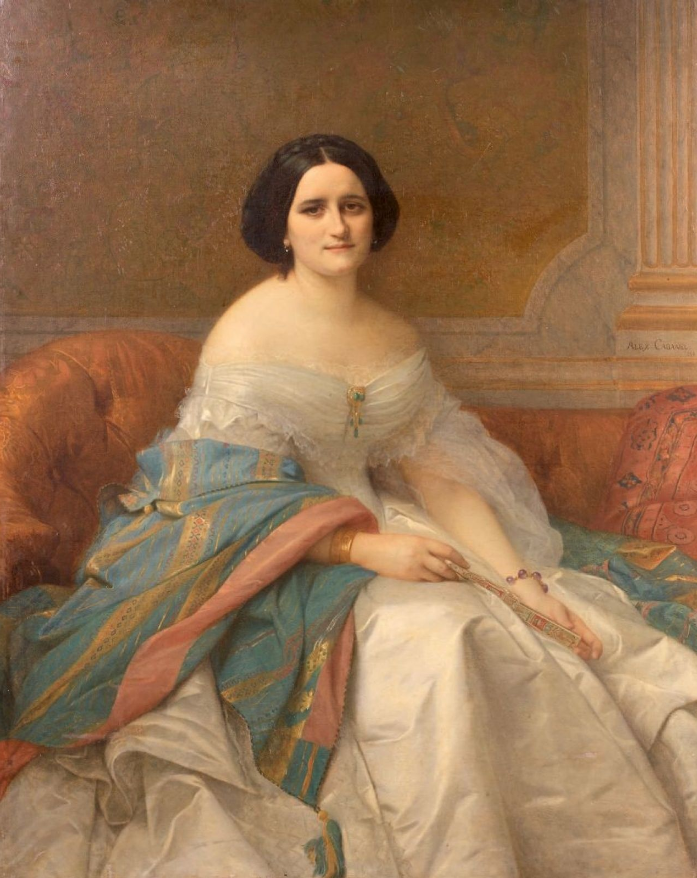
Portrait de Mme Isaac Pereire.
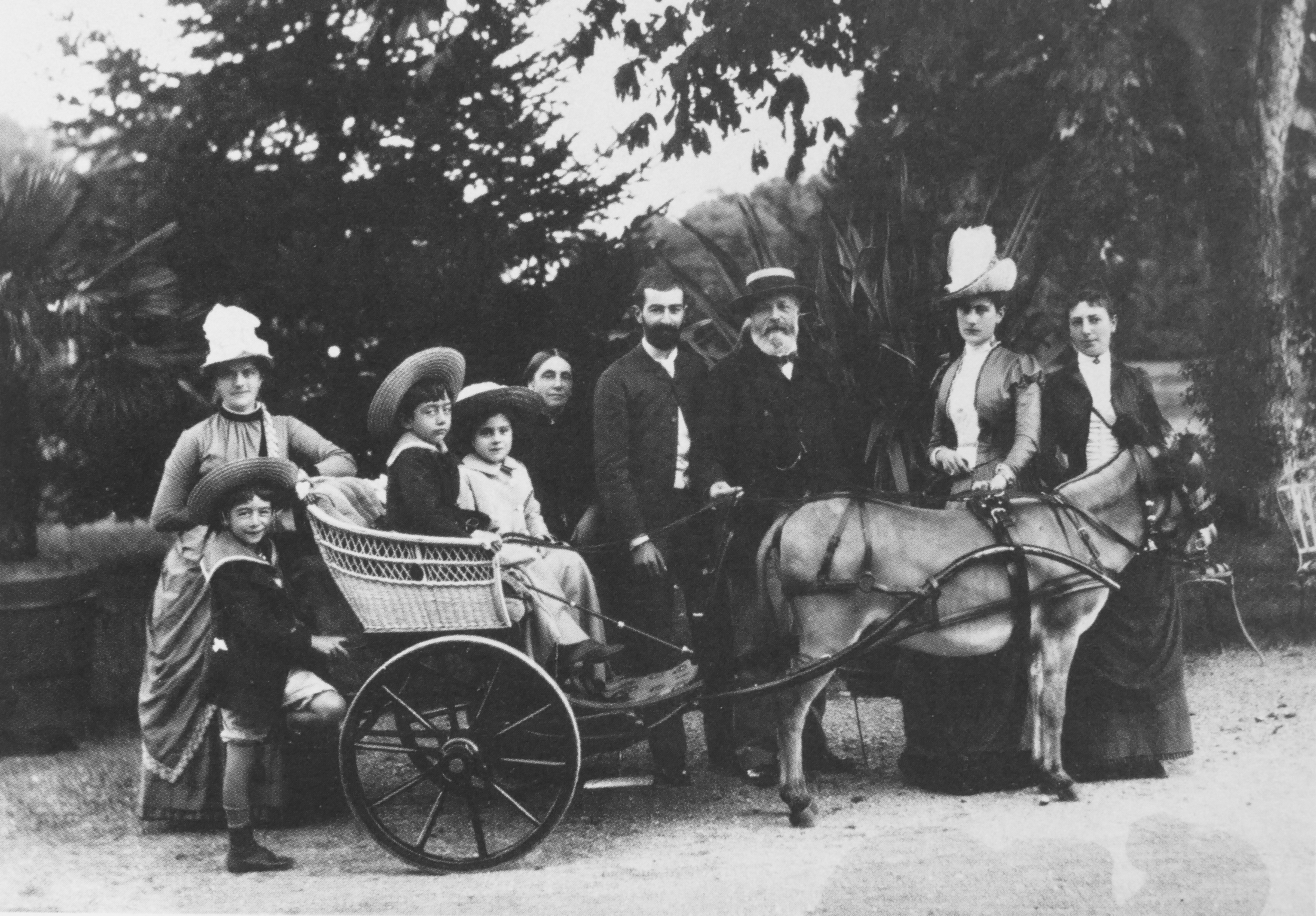
La famille Pereire vers 1875.

## Ouvrages
- Leçons sur l’industrie et les finances prononcées à la salle de l’Athénée, suivies d’un projet de banque (1832) (BNF Base Gallica)
- Rôle de la Banque de France et organisation du crédit en France (1864)
- Budget de 1877 (1877)
- Question financière (1877)
- La réforme de l'impôt (1877)
- La Question des chemins de fer (1879) (BNF Base Gallica)
- La Question religieuse (1879)
- Politique financière (1879)